# Ołeksandr Złoczewski
Ołeksandr Petrowycz Złoczewski (ukr. Олександр Петрович Злочевський, ros. Александр Петрович Злочевский, Aleksandr Pietrowicz Złoczewski; ur. 27 marca?/8 kwietnia 1895 w Odessie, Imperium Rosyjskie, zm. 1955, w Odessie) – ukraiński piłkarz, grający na pozycji napastnika.

## Kariera piłkarska

### Kariera klubowa
W 1910 rozpoczął karierę piłkarską w drużynie Noworosyjski SK Odessa, skąd w następnym roku przeszedł do Wegy Odessa. W 1913 przeszedł do klubu Szeremetjewśkyj HS Odessa. Po zakończeniu I wojny światowej został piłkarzem klubu ROS Odessa. W 1924 przeniósł się do Szkirtrestu Odessa. W 1930 zakończył karierę piłkarską.

### Kariera reprezentacyjna
Bronił barw reprezentacji Odessy. W 1914 otrzymał dokumenty na wyjazd z reprezentacją Imperium Rosyjskiego na mecz z Norwegią, ale początek I wojny światowej przeszkodził jemu debiutować w niej.

## Sukcesy i odznaczenia

### Sukcesy klubowe
- mistrz Imperium Rosyjskiego w składzie drużyny Odessy: 1913
- mistrz Odessy: 1913, 1915, 1925
- wicemistrz Odessy: 1914

### Sukcesy indywidualne
- król strzelców mistrzostw Odessy: 1912/13